# Altpreußisches Infanterieregiment No. 14 (1806)
Das Infanterieregiment mit der späteren Nummer No. 14 war ein brandenburgisch-preußisches Regiment zu Fuß, das 1626 gebildet wurde. Zunächst hatte es seine Standorte meist in Ostpreußen.

## Anmerkung
Im Jahr 1707 gab der Generalmajor Canitz das formal Regiment an Friedrich Ludwig Prinz von Oranien (1707–1708) ab, das fortan den Namen Oranien führte. Der Prinz war der erstgeborene Sohn des späteren Königs Friedrich Wilhelm I. Er starb aber bereits im Jahr darauf. Dennoch blieb der Name bestehen. Auch nach dem Tod des Generalmajors Canitz 1711 blieb der Regimentsname weiterhin Oranien. Erst unter dessen Nachfolger Finck von Finckenstein wurde es im Jahr 1713 das Regiment Finckenstein.

## Beurteilung
Das Regiment fiel bei Friedrich II. (Preußen) durch schlechte Leistungen im Siebenjährigen Krieg in andauernde Ungnade. 1776 soll der Chef Friedrich von Anhalt deshalb das Regiment verlassen haben.

## Verbleib und Nachfolge
Das Regiment blieb bei der Heeresreform von 1806 als Truppeneinheit bestehen und wurde beim Korps L’Estocq in Ostpreußen belassen; es ging im Grenadier-Regiment König Friedrich der Große (3. Ostpr.) Nr. 4 auf. Die Grenadiere im Bataillon 14/16 konnten ebenfalls überdauern und gingen an das Garde-Grenadier-Regiment Nr. 1 über.

## Uniform, Ausrüstung

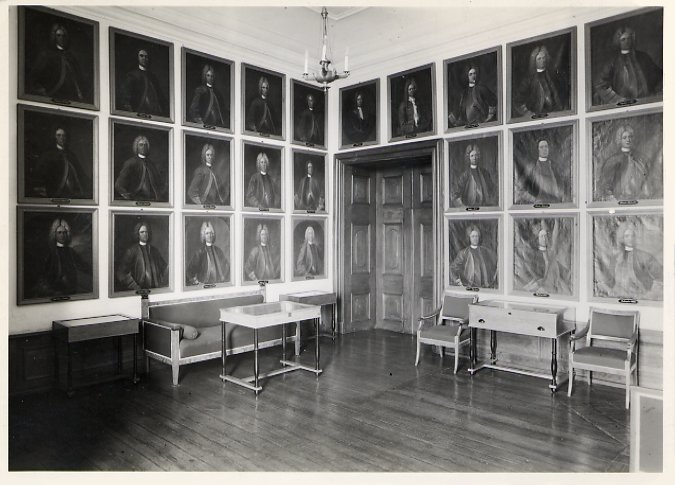

In der Mitte des 18. Jahrhunderts bestand die Regimentsuniform aus einer blauen Uniformjacke mit roten Aufschlägen. Auf dem roten Buschaufschlag und über den runden offenen Ärmelaufschlägen befanden sich weiß-rote Schleifen. Die Mütze der Grenadiere war weiß, Goldmessingbeschlag und rotem Püschel. Die Regimentsfahne war weinrot.